# Schönheitswettbewerb

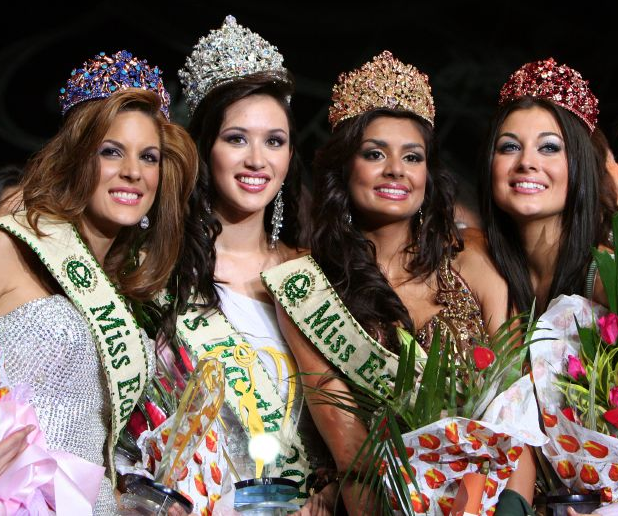
Siegerinnen der Miss Earth 2007

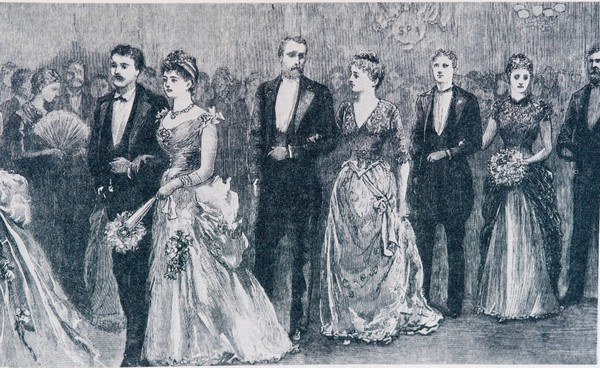
Der erste Schönheitswettbewerb 1888 in Spa

Bei einem Schönheitswettbewerb treten Kandidaten in Konkurrenz zueinander an und werden von einem Gremium bzgl. Aussehen oder weiterer Eigenschaften nach einem Punktesystem bewertet. Die Erstplatzierten werden häufig zu Schönheitsköniginnen oder Schönheitskönigen mit klangvollen Titeln gekürt. Bei Damen setzt sich der Titel häufig aus Miss (bzw. bei Männern Mister) plus Name des Staats, des Landes oder der Region, der Stadt oder der Institution zusammen (wobei es jedoch zahlreiche Ausnahmen gibt). Die Sieger der Bewertung erhalten darüber hinaus in der Regel Preise und erzielen außerdem einen großen Werbeeffekt.
Der bekannteste Wettbewerb ist die Wahl der Miss World. Im deutschsprachigen Bereich sind noch die Wettbewerbe für die Miss Deutschland, Miss Austria, Miss Schweiz und Miss Liechtenstein bekannt. Wettbewerbe für Männer sind weniger populär. In der Schweiz ist die Wahl des Mister Schweiz allerdings ebenfalls populär. Es gibt auch Wettbewerbe für Kinder, Minderheiten, Orte, Tiere, Blumen oder Fahrzeuge.
Am 21. September 1888 fand im belgischen Heilbad Spa der erste europäische Schönheitswettbewerb statt. Laut einer anderen Quelle soll die Veranstaltung insgesamt vom 15.–24. September gedauert haben:

„Honni soit qui mal y pense! Mit diesen Worten leitet das Casino des belgischen Badeortes Spa ein interessantes Rundschreiben ein, welches soeben nach allen Richtungen der Welt versendet wird. Es handelt sich um einen großen internationalen Schönheitswettbewerb, zu welchem das schöne Geschlecht unter günstigen Bedingungen höflichst eingeladen wird. Die Concurrenz beginnt am 15. September d. J. und soll zehn Tage dauern. Die Zulassung wird auf Grund eingesendeter Photographien zuerkannt. Die Bewerberinnen – sowohl ledige wie verheiratete – werden ersucht, Namen, Vornamen, Stand, Geburtsort und Alter anzugeben, doch ist es erlaubt, auch unter angenommenem Namen in die Schranken zu treten. Die erste Bedingung ist ein Alter von mindestens 18 und höchstens 35 Jahren. Daneben wird gewissenhaft und peinlich auf den makellosen Ruf der Bewerberinnen gesehen werden, da – nach den Worten der ‚Jury‘ – Schönheit ohne Tugend wie eine vom Zweig gefallene Blume ist. Frauen, die jemals in Stellungen waren, welche sie um ihrer Schönheit willen einnahmen und in denen die Schönheit irgend welche Anziehungskraft auf das Publicum auszuüben hatte, sind von vornherein ausgeschlossen. Neben diesen Bedingungen geben äußerst einladende Zugeständnisse her. Die zugelassenen Schönheiten erhalten aus allen Theilen der Welt freie Fahrt bis Spa. In Spa werden sie in einem vom Ausschuß eigens dazu gemietheten und auf das beste ausgestatteten Gasthaus wohnen, und zwar ebenfalls auf Kosten der Veranstalter, doch müssen sie bis spätesten den 14. September Abends dort eintreffen. Die Preise zerfallen in Geldpreise, Schmuckgegenstände, und Diplome. Zur Deckung der Geldpreise, welche zwischen 500 und 5000 Francs schwanken, sind 10.000 Francs ausgeworfen. Die Photographien der preisgekrönten Damen werden von hervorragenden Künstlern in Oel ausgeführt werden. Anfragen über alle weitere Einzelhetten sind zu richten an: ‚M. le Sécrétaire organisateur du concurs international de beauté, Casino de Spa.‘“

21 der insgesamt 350 Bewerberinnen erreichten das Finale, wo eine ausschließlich männliche Jury sie unter Ausschluss der Öffentlichkeit „begutachtete“. Zur schönsten Frau wurde die 18-jährige Bertha Soucaret aus Guadeloupe gekürt; als Preis erhielt sie 5000 belgische Francs. Der zweite Preis ging an Fräulein Del Rosa aus Osborne (2000 Francs), der dritte an Marie Stevens aus Wien (1000 Francs), der vierte an Badia Lodz aus Lyon (500 Francs), der fünfte an Arany Wilma aus Budapest.

## Die größten Wettbewerbe
Nach der Zahl der Kandidatinnen sind dies derzeit (oder waren vorübergehend) die sieben größten internationalen Schönheitswettbewerbe:
|      | Miss World | Miss Universe | Miss International | Miss Intercontinental            | Miss Earth | Miss Tourism Queen International | Miss Supranational |
| ---- | ---------- | ------------- | ------------------ | -------------------------------- | ---------- | -------------------------------- | ------------------ |
| Jahr | seit 1951  | seit 1952     | seit 1960          | 1973–1983/ 1986–1991/ 1991–0000/ | seit 2001  | seit 2004                        | seit 2009          |
| 2001 | 93         | 77            | 52                 | 33                               | 42         | –                                | –                  |
| 2002 | 88         | 75            | 47                 | 33                               | 53         | –                                | –                  |
| 2003 | 106        | 71            | 45                 | 34                               | 57         | –                                | –                  |
| 2004 | 107        | 80            | 58                 | 54                               | 61         | 55                               | –                  |
| 2005 | 102        | 81            | 52                 | 61                               | 80         | 72                               | –                  |
| 2006 | 104        | 86            | 59                 | 45                               | 82         | 86                               | –                  |
| 2007 | 106        | 77            | 61                 | 41                               | 88         | 108                              | –                  |
| 2008 | 109        | 80            | 63                 | 57                               | 85         | 113                              | –                  |
| 2009 | 112        | 83            | 65                 | 56                               | 80         | 98                               | 36                 |
| 2010 | 115        | 83            | 70                 | 58                               | 84         | (verschoben auf 2011)            | 66                 |
| 2011 | 120        | 88            | 67                 | 60                               | 95         | 92                               | 70                 |
| 2012 | 116        | 89            | 69                 | 53                               | 80         | –                                | 82                 |
| 2013 | 127        | 86            | 67                 | 59                               | 88         | 43                               | 83                 |
| 2014 | 121        | 88            | 73                 | 68                               | 84         | –                                | 71                 |
| 2015 | 114        | 80            | 70                 | 62                               | 86         | 52                               | 82                 |
| 2016 | 117        | 86            | 69                 | 63                               | 83         | 33                               | 71                 |